# Ikoma Chikamasa
Ikoma Chikamasa (生驹亲正, 1526 - 25 de março de 1603) foi um Daimyō que viveu durante os períodos Azuchi-Momoyama e Edo da História do Japão por volta da virada do Século XVII. Seu pai era Ikoma Chikashige. Chikamasa foi nomeado um dos três chūrō (árbitro) por Toyotomi Hideyoshi.

## Biografia
Em 1566, tornou-se um vassalo de Oda Nobunaga quando este atacou Província de Mino. A partir de então ficou sob as ordens de Hideyoshi, participou de várias batalhas, como a Batalha de Nagashino, a batalha contra os Sōhei do Ishiyama Hongan-ji e a batalha contra os Saika na Província de Kii. Em 1582, tornou-se vassalo de Hideyoshi após a morte de Nobunaga, continuando ativo em várias batalhas, como a Batalha de Yamazaki, a Batalha de Shizugatake, o Cerco de Odawara, e a Batalha de Bunroku. Como retribuição pelos serviços prestados recebeu o Domínio de Takamatsu na Província de Sanuki com renda de 171.800 koku. Nos últimos anos de Hideyoshi, Ikoma Chikamasa, Nakamura Kazuuji e Horio Yoshiharu foram nomeados para o cargo de chūrō.
Em 1600 na Batalha de Sekigahara , Chikamasa fazia parte da força comandada por Ishida Mitsunari, enquanto seu filho, Ikoma Kazumasa fazia parte da força comandada por Tokugawa Ieyasu. Chikamasa permaneceu em Sanuki e enviou seus vassalos para atacar Castelo Tanabe na Província de Tango. Ele escolheu esta estratégia para preservar o Clã Ikoma, independentemente de qual lado saísse vencedor.
Por Kazumasa lutar a seu lado, Ieyasu permitiu que Chikamasa continuasse a governar o seu domínio após a batalha, mas Chikamasa assumiu a responsabilidade de lutar do lado perdedor, transferindo a chefia da família para Kazumasa. Tornou-se monge budista e retirou-se para santuário Shingon do Monte Koya, mas logo foi autorizado a retornar à Província de Sanuki . Em 1603, ele morreu no Castelo de Takamatsu sede do Domínio de Takamatsu.
| Precedido por Ikoma Chikashige | -- Líder do Clã Ikoma 1570-1600          | Sucedido por Ikoma Kazumasa |
| Precedido por Ninguém          | 1º Daimyō de Takamatsu (Ikoma) 1587-1600 | Sucedido por Ikoma Kazumasa |